# Jacques Curie
Pour les autres membres de la famille, voir Famille Curie.
Compléments
Ascendant de la famille Curie
Jacques Curie, né le 29 octobre 1855 à Paris et mort le 19 février 1941 à Montpellier, est un physicien français, professeur de minéralogie à l'université de Montpellier.

## Biographie
Paul Jacques Curie naît le 29 octobre 1855 à Paris du mariage d'Eugène Curie et de Claire Depouilly.
En 1880,  avec son frère Pierre Curie, il fait la première démonstration de l'effet piézoélectrique. Nommé professeur de minéralogie à l'université de Montpellier en 1883, cette nomination marque la fin de sa collaboration avec son frère Pierre. Il reste à Montpellier jusqu'à sa mort en 1941, à l'exception des années 1888-1890 qu'il passe en Algérie à enseigner à l'École des sciences d'Alger et conduire ses recherches. Ce n’est qu’en 1903 qu’il est titularisé à la chaire de physique, poste qu’il conserve jusqu’à sa retraite en 1925.
Il est reçu Chevalier de légion d'honneur le 30  septembre 1923 à Montpellier (parrainé par Jules Coulet,  recteur de l'académie de Montpellier).
Le 15 octobre 1896 à Paris, il épouse Marie Virginie Masson. De ce mariage, naissent Madeleine en 1886, puis Maurice Curie en 1888.
Il meurt le 16 octobre 1941 à son domicile Villa Stella ,12 Boulevard Berthelot  à Montpellier, puis inhumé au cimetière Saint-Lazare de Montpellier.

## Travaux
L'œuvre majeure de Jacques Curie est la découverte de l'effet piézoélectrique avec son frère Pierre en 1880. Les deux frères sont alors préparateurs à la faculté des sciences de Paris sous la direction de Charles Friedel. Les récits de leur découverte ne laissent généralement à Jacques Curie qu'un rôle mineur au profit de son frère Pierre. Sans doute la comparaison entre la carrière brillante de ce dernier et celle plus calme de Jacques y est-elle pour quelque chose. Pourtant, rien n'indique que Jacques se soit limité à un rôle mineur : il avait notamment plus d'expérience que son frère dans l'étude de la pyroélectricité. Il est en fait presque impossible de séparer clairement les contributions des deux frères à cette époque, tant ils partageaient constamment leurs idées. Selon Shaul Katzir, il faut considérer la découverte comme le fruit de leurs réflexions communes.

## Publications
- Recherches sur le pouvoir inducteur spécifique et sur la conductibilité des corps cristallisés, par Jacques Curie, thèse de sciences physiques, Faculté des sciences de Paris, 62 pages, Paris, 1888.
- Note sur les propriétés cristallographiques et thermoélectriques de la pyrite de fer et de la cobaltine, Bulletin de la Société minéralogique de France, 1885.
- Sur la pyroélectricité de la topaze, avec Charles Friedel, Bulletin de la Société minéralogique de France, 1885.
- Sur la pyroélectricité dans la blende, le chlorate de sodium et la boracite, avec Charles Friedel, Bulletin de la Société minéralogique de France, 1883.
- Sur la pyroélectricité du quartz, avec Charles Friedel, Bulletin de la Société minéralogique de France, 1882.
- Extraits du Mineralogical Magazine, Bulletin de la Société minéralogique de France, 1882.
- Développement par compression de l'électricité polaire dans les cristaux hémièdres à faces inclinées, avec Pierre Curie, Bulletin de la Société minéralogique de France, 1880.

## Pour approfondir